# Hypocacculus puncticollis
Hypocacculus puncticollis é uma espécie de insetos coleópteros polífagos pertencente à família Histeridae.
A autoridade científica da espécie é Kuster, tendo sido descrita no ano de 1849.
Trata-se de uma espécie presente no território português.